# Вал Рецо
Вал Рецо (итал. Val Rezzo) је насеље у Италији у округу Комо, региону Ломбардија.
Према процени из 2011. у насељу је живело 182 становника. Насеље се налази на надморској висини од 1092 м.

## Становништво
| 1931. | 1936. | 1951. | 1961. | 1971. | 1981. | 1991. | 2001. | 2011. |
| ----- | ----- | ----- | ----- | ----- | ----- | ----- | ----- | ----- |
| 348   | 313   | 302   | 318   | 295   | 256   | 259   | 217   | 179   |